# Nesley Jean
Nesley Jean (Freeport, 27 de agosto de 1985) es un exfutbolista profesional bahameño que militó en el Bears F.C. de la Liga BFA en la posición de delantero. Actualmente se desempeña como entrenador de la selección de fútbol de Bahamas.

## Carrera como jugador

### Carrera internacional
Jean hizo su debut con la selección de fútbol de Bahamas, el 26 de marzo de 2004, frente a Dominica, en el marco de la primera ronda de las eliminatorias al Mundial de 2006 y que terminó en empate 1-1 en Nasáu. Disputó otras dos eliminatorias para la Copa Mundial de fútbol en 2010 y 2014.

### Goles internacionales
| # | Fecha      | Lugar                                                         | Rival                 | Gol | Resultado | Competición                |
| - | ---------- | ------------------------------------------------------------- | --------------------- | --- | --------- | -------------------------- |
| 1 | 28-03-2004 | BFA National Development Center, Nassau, Bahamas              | Dominica              | 1:1 | 1:3       | Clasificación Mundial 2006 |
| 2 | 06-09-2006 | Estadio Pedro Marrero, La Habana, Cuba                        | Islas Turcas y Caicos | 2:1 | 3:1       | Copa del Caribe de 2007    |
| 3 | 19-11-2006 | Estadio Nacional de Barbados, Bridgetown, Barbados            | Barbados              | 2:1 | 2:1       | Copa del Caribe de 2007    |
| 4 | 02-06-2011 | TCIFA National Academy, Providenciales, Islas Turcas y Caicos | Islas Turcas y Caicos | 1:0 | 4:0       | Clasificación Mundial 2014 |
| 5 | 02-06-2011 | TCIFA National Academy, Providenciales, Islas Turcas y Caicos | Islas Turcas y Caicos | 3:0 | 4:0       | Clasificación Mundial 2014 |

## Carrera como entrenador
Tras su retiro del Bears F.C., en julio de 2013, Jean se hizo cargo de la selección de fútbol sub-17 de Bahamas. El 25 de junio de 2014 fue nombrado entrenador de la selección absoluta de Bahamas.